# Olt (řeka)
Olt je řeka v Rumunsku. Je dlouhá 615 km. Rozloha povodí činí 24 050 km². Řeka na horním toku protéká Sedmihradskem a na dolním toku rozděluje Valašsko na Munténii (Velké Valašsko, východně) a Olténii (Malé Valašsko, západně). Protéká župami Harghita, Covasna, Brașov, Sibiu, Vâlcea, Olt a Teleorman.

## Průběh toku
Pramení jižně od sedla Bicaz v pohoří Hășmaș ve Východních Karpatech. Nejprve teče na jih přes Číckou a Brašovskou kotlinu (region Sikulsko), zde prudce mění směr skoro o 180°, obtékaje pohoří Baraolt, a teče krátce na sever ke stejnojmennému městu, kde se zase obrací k jihozápadu. Teče pak kotlinou mezi pohořím Fagaraš a Harbašskou pahorkatinou (Podișul Hârtibaciului), pod Avrigem mění směr opět k jihu a proráží pásmo Jižních Karpat hluboce zaříznutou soutěskou Červené věže (Pasul Turnu Roșu). V ní přijímá řadu horských přítoků, z nichž největší je Lotru, odvodňující stejnojmenné pohoří. Pak Olt vstupuje do karpatského podhůří a pod městem Râmnicu Vâlcea vtéká do širokého údolí, přetínajícího Valašskou nížinu. 
Poblíž Turnu Măgurele ústí Olt zleva do Dunaje, jako jeden z jeho největších rumunských přítoků (a šestý nejdelší vůbec). Naproti se v okruhu 5 km vlévají bulharské řeky Vit a Osm.

### Hlavní přítoky
- zleva: Negru (Feketeügy), Bârsa, Topolog
- zprava: Cibin, Lotru, Olteț

## Využití
Největšími městy podél toku řeky jsou Miercurea-Ciuc (Csíkszereda), Sfântu Gheorghe (Sepsiszentgyörgy), Făgăraș, Râmnicu Vâlcea, Slatina. Nedaleko toku na jeho povodí se nachází také velkoměsta Brašov a Sibiň. Podél většiny toku vedou železnice.